# Photocharis cirrigera
Photocharis cirrigera är en ringmaskart som beskrevs av Ehrenberg 1835. Photocharis cirrigera ingår i släktet Photocharis och familjen Syllidae. Inga underarter finns listade i Catalogue of Life.